# Šmarja Gutman
Šmarja Gutman (hebrejsky שמריה גוטמן), také Šmarjahu Guttman (15. ledna 1909 – 22. října 1996) byl izraelský archeolog.

## Biografie

### Mládí
Gutman se narodil roku 1909 ve skotském městě Glasgow, kam se jeho rodina přestěhovala roku 1905 z Ruska. Roku 1912 se nakonec celá rodina (Gutman měl pět sourozenců) vystěhovala do tehdejší osmanské Palestiny. Roku 1930 byl Gutman zakládajícím členem hnutí Ha-noar ha-oved (Pracující mládež), kde pracoval jako vedoucí v Tel Avivu, Haifě a Jeruzalémě. V roce 1935 byl vyslán do Polska.
Gutman studoval archeologii a geografii, ale v podstatě byl autodidaktem.

### Zpravodajská činnost
V letech 1942–1945 byl Gutman vyslán do Iráku, aby tu organizoval podzemní činnost. Roku 1945 se stal členem výzvědných složek Hagany a Palmachu, kde byl vedoucím arabské sekce.
 Po založení státu byl zpravodajským důstojníkem. Organizoval mimo jiné dobytí Ejn Gedi v roce 1949.

### Archeologie

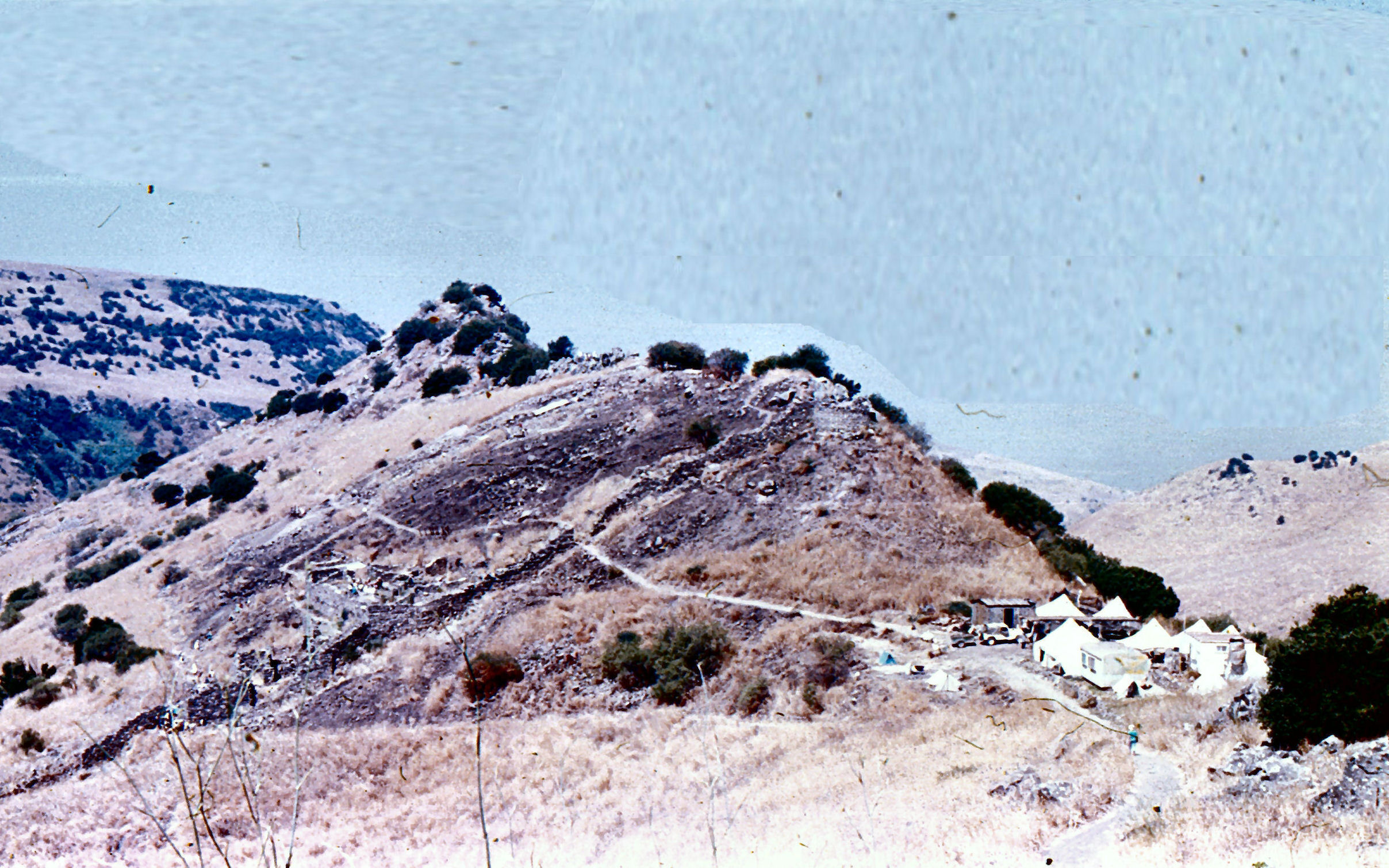
Stanový tábor archeologů u Gamly

Gutmanovo jméno je spojeno s vykopávkami na Masadě, kam prvně vystoupil v roce 1933. V letech 1955–1956 tu proběhly první vykopávky Hebrejské univerzity, na jejichž vedení se podílel. Roku 1961 provedl vykopávky na jednom z římských obléhacích táborů u Masady, jejichž výsledky publikoval hebrejsky roku 1964. V letech 1963–1964 se zúčastnil vykopávek na Masadě pod vedením Jigaela Jadina.
Během let 1968–1969 stál v čele archeologického výzkumu Hebronského pohoří, kde bylo v době Druhého chrámu, v době Mišny a v talmudské době silné židovské osídlení. Vedl výzkum synagogy v nalezišti Susija.
Roku 1970 Guttman začal s výzkumem Gamly na Golanských výšinách. Od roku 1976 vedl na tomto místě jedenáct archeologických expedicí.
V roce 1982 obdržel cenu Jig’ala Alona a roku 1991 čestný doktorát haifské univerzity.